# 貢靖國
貢靖國（1536年—？），字元忠，號洪山，直隸寧國府宣城縣人，明朝政治人物。

## 生平
萬曆元年（1573年）癸酉科應天鄉試第一百十七名舉人，萬曆二年（1574年）聯捷甲戌科進士。授刑部主事，升郎中。時張居正相，欲周內其所憾者，令其子以通家刺投謁，且以銓地餌之。貢靖國還其刺曰：誤耳！無世誼也。力爭之，事得白。有大猾當坐賄，御史不問，貢靖國復力爭之尚書前，卒抵法。十三年（1585年）任福建泉州府知府。萬曆十七年（1589年）二月升兩浙鹽運使，會場官作姦，為鹾院所庇，遂投劾歸。囊橐蕭然，嘯詠不輟。貢靖國性孝友，母早卒，父病，侍湯藥，夜見其母曰：無過懼！而父愈矣。厥明果瘳，人謂孝所感云。

## 家族
曾祖貢暟；祖父貢錟；父貢汝贊，壽官。母梅氏。严侍下。兄惠國。